# Cyclassics Hamburg 2025
La Cyclassics Hamburg 2025, officiellement ADAC Cyclassics Hamburg est la 28e édition de cette course cycliste sur route masculine. Elle a lieu le 17 août 2025 de Buxtehude à Hambourg, en Allemagne. Elle fait partie du calendrier de l'UCI World Tour 2025.

## Présentation

### Équipes
La Cyclassics Hamburg faisant partie du calendrier de l'UCI World Tour, les dix-huit « World Teams » y participent. 
| Unknown team category |
|                       |

## Déroulement de la course
Le Belge Dries De Pooter (Intermarché-Wanty), le Suisse Johan Jacobs (Groupama-FDJ), le Portugais Nelson Oliveira (Movistar) et le champion d'Irlande Rory Townsend (Q36.5) constituent la première et unique échappée de la journée. De Pooter est repris par le peloton à 15 kilomètres de l'arrivée. Ses trois ex-compagnons d'échappée tentent de résister au retour du peloton et comptent encore une dizaine de secondes d'avance sous le flamme rouge. Finalement, seul Rory Townsend parvient à conserver un petit avantage sur la ligne qu'il franchit devant Arnaud De Lie, Paul Magnier et les autres sprinteurs revenus un peu trop tard.

## Classements

### Classement de la course
| \| Classement général \| Classement général \| Classement général \| Classement général \| Classement général \| \| Coureur \| Coureur \| Pays \| Équipe \| Temps \| \| ------------------ \| ------------------ \| ------------------ \| -------------------------- \| ------------------ \| \| 1er \| Rory Townsend \| Irlande \| Q36.5 Pro Cycling Team \| 4 h 24 min 06 s \| \| 2e \| Arnaud De Lie \| Belgique \| Lotto \| + 0 s \| \| 3e \| Paul Magnier \| France \| Soudal Quick-Step \| + 0 s \| \| 4e \| Jasper Philipsen \| Belgique \| Alpecin-Deceuninck \| + 0 s \| \| 5e \| Danny van Poppel \| Pays-Bas \| Red Bull-Bora-Hansgrohe \| + 0 s \| \| 6e \| Fred Wright \| Royaume-Uni \| Bahrain Victorious \| + 0 s \| \| 7e \| António Morgado \| Portugal \| UAE Team Emirates XRG \| + 0 s \| \| 8e \| Biniam Girmay \| Érythrée \| Intermarché-Wanty \| + 0 s \| \| 9e \| Matîs Louvel \| France \| Israel-Premier Tech \| + 0 s \| \| 10e \| Wout van Aert \| Belgique \| Team Visma \\| Lease a Bike \| + 0 s \| |                  |             |                            |                 |
| |                  |             |                            |                 |
| |                  |             |                            |                 |
| Classement général |                  |             |                            |                 |
| Coureur | Coureur          | Pays        | Équipe                     | Temps           |
| 1er | Rory Townsend    | Irlande     | Q36.5 Pro Cycling Team     | 4 h 24 min 06 s |
| 2e | Arnaud De Lie    | Belgique    | Lotto                      | + 0 s           |
| 3e | Paul Magnier     | France      | Soudal Quick-Step          | + 0 s           |
| 4e | Jasper Philipsen | Belgique    | Alpecin-Deceuninck         | + 0 s           |
| 5e | Danny van Poppel | Pays-Bas    | Red Bull-Bora-Hansgrohe    | + 0 s           |
| 6e | Fred Wright      | Royaume-Uni | Bahrain Victorious         | + 0 s           |
| 7e | António Morgado  | Portugal    | UAE Team Emirates XRG      | + 0 s           |
| 8e | Biniam Girmay    | Érythrée    | Intermarché-Wanty          | + 0 s           |
| 9e | Matîs Louvel     | France      | Israel-Premier Tech        | + 0 s           |
| 10e | Wout van Aert    | Belgique    | Team Visma \| Lease a Bike | + 0 s           |

### Classements UCI
La course attribue des points au Classement mondial UCI 2025 selon le barème suivant :
| Position           | 1er | 2e  | 3e  | 4e  | 5e  | 6e  | 7e  | 8e  | 9e | 10e | 11e | 12e | 13e | 14e | 15e | 16e à 20e | 21e à 30e | 31e à 50e | 51e à 55e | 56e à 60e |
| Classement général | 400 | 320 | 260 | 220 | 180 | 140 | 120 | 100 | 80 | 68  | 56  | 48  | 40  | 32  | 28  | 24        | 16        | 8         | 4         | 2         |